# ハロルド・マイナー
ハロルド・マイナー（Harold David Miner、1971年5月5日 - ）は、アメリカ合衆国・カリフォルニア州イングルウッド出身のバスケットボール選手。NBAのマイアミ・ヒートなどで活躍した。その並外れた跳躍力（垂直跳び122cm）から生み出される迫力あるダンクシュートが有名で、ダンクシュートコンテストで2度優勝したことがある。ポジションは、シューティングガード。身長196cm、体重95kg、ニックネームはベイビー・ジョーダン。

## 略歴

### 生い立ち
1971年にカリフォルニア州イングルウッドに生まれる。マイナーが最初に頭角をあらわしたのは高校生の時である。その並外れた衝撃的なダンク能力から、マイケル・ジョーダンに例えてベイビー・ジョーダンとのニックネームがついたのもこの頃である。

### 大学
マイナーは南カリフォルニア大学に進学し、1989年から1992年まで3年間プレイした。大学でプレイした最終学年にマイナーはクリスチャン・レイトナー、シャキール・オニール、アロンゾ・モーニングと言った錚々たる候補を抑えてスポーツ・イラストレイテッド誌の年間最優秀大学バスケットボール選手に選ばれた。またこの年マイナーは南カリフォルニア大学をNCAA1部トーナメントの第2シードに導いている。ただしトーナメントそのものは2回戦でジョージア工科大学に敗戦している。（ジェームズ・フォレストの決勝逆転3Pブザービーターによる。この逆転劇はNCAAトーナメントの歴史に残る名場面の一つとされる。）

### NBAドラフト
1992年にアーリーエントリーを宣言し、1992年のNBAドラフトの1巡目全体12位でマイアミ・ヒートに指名される。同年の全体1位指名はシャキール・オニール。他にもアロンゾ・モーニング、クリスチャン・レイトナー、ラトレル・スプリーウェル、ロバート・オーリー、ポパイ・ジョーンズなどが指名された。

### NBA
マイナーは1993年と1995年にNBAスラムダンクコンテストで優勝している。1995年は前年優勝者のアイザイア・ライダーを破り、マイナーはベストダンカーとしての地位を確固たるものとした。しかしながらマイナーの成績に特筆すべきものはない。NBA入り前やドラフト時の高すぎる期待が仇となってダンクだけの選手と評価されてしまい、コーチ陣から十分な出場時間を与えられなかった。このことについて大学時代のコーチは「マイナーにおきた最も不幸な出来事はベイビー・ジョーダンというレッテルを貼られてしまったことだと、いつも思っている」とコメントしている。
1995年シーズンの後、マイナーはクリーブランド・キャバリアーズに放出された。キャバリアーズにおける平均出場時と平均得点はそれぞれわずか7.2分、3.2点であった。1995年10月18日にチームはマイナーをトロント・ラプターズのヴィクター・アレクサンダーと交換トレードに出そうと画策したが、アレクサンダーが身体検査にパスしなかったためトレードは取り消しとなった。マイナーのNBA最後の試合は1996年2月20日のシカゴ・ブルズ戦で、出場した最後の5分間は得点がなく試合も26点差で負けている。結局キャバリアーズではわずか19試合に出場しただけであった。
その後キャバリアーズはマイナーに解雇を言い渡した。マイナーはトロント・ラプターズのトライアウトを受けるも、シーズン前に不採用を言い渡された。

### 引退
トロント・ラプターズのワークアウトで不採用を受けた後、マイナーは他のNBAチームや海外でのプレイは模索せず引退した。その後のインタビューで「キャリア中ずっと膝の怪我に悩まされていたことも引退理由の一つだった」と語っている。現在、マイナーはラスベガス近郊に定住して不動産投資家をしているとされる。
引退後は私生活の平穏を守るためにもインタビューの依頼や公の場へ姿を現すことを避けていたが、2010年にはインタビューを受け、そこでは「南カリフォルニア大学や選手時代の知り合い達ともう一度繋がりたいと思っている」と答えた。2012年、USC時代の背番号23が永久欠番となり、久々に公の場に姿を見せた。
娘のカミ・マイナーはスタンフォード大学のバレーボール選手で、2024年現在4年生として在籍している。

## 受賞
- 1992年 スポーツ・イラストレイテッド誌選出 年間最優秀大学バスケットボール選手
- 1993年 スラムダンク・コンテスト優勝
- 1995年 スラムダンク・コンテスト優勝